# Oratorio di San Giacomo delle Vergini Spagnole
L'oratorio di San Giacomo delle Vergini Spagnole era un oratorio di Milano. Situata nell'attuale via San Nicolao, la chiesa non è più esistente.

## Storia
La chiesa fu costruita a partire dal 1607 in funzione di un luogo di ricovero per giovani donne figlie di soldati e ufficiali spagnoli morti in servizio, fondato nel 1578 da Antonio de Guzmán e Sancho de Guevara y Padilla su un'area occupata da "sciostre", ovvero luoghi dedicati allo scarico della merce dai barconi che solcava il naviglio che all'epoca scorreva dietro la via.
La chiesa compare nelle mappe catastali del 1751 e viene nominata nel "nota delle chiese, confraternite, scuole, conventi, monasterij e oratorij" del 1768 come appartenente alla parrocchia di San Nicolao, e la sua presenza viene ricordata un anno dopo ne "Relazione, con descrizione dell'istituto, rendite ed obblighi de' principali luogi pii della città di Milano". La chiesa non viene invece più indicata nella mappa del 1790 di Pietro Pestagalli.
La chiesa era posta nell'attuale via San Nicolao, di fronte all'omonima chiesa.

## Architettura
La chiesa, progettata di Francesco Maria Richini, presentava un'unica navata, e aveva sei cappelle laterali oltre a quella maggior oltre quella in prossimità dell'altare maggiore. Tale cappella presentava decorazioni con dipinti della Beata Vergine dei Fiammenghini, mentre la volta fu decorata da Giovanni Battista Sassi e da Giuseppe Antonio Castelli. Le cappelle laterali presentavano le seguenti decorazioni:
- Martirio di Sant'Orsola di Gaetano Dardanone
- Santa Caterina di Giovanni Sampietro[2]
- Nostra Signora del Pilar e san Giacomo Maggiore di autore sconosciuto

Le cappelle sul lato opposto presentavano le seguenti decorazioni:
- Annunciazione della Vergine di Pietro Maggi
- Crocifisso con Maria Maddalena e San Francesco di Giovanni Sampietro
- Maria Vergine col Bambino in braccio, San Giuseppe e Santa Teresa di Antonio Maria Ruggeri.

Il resto della chiesa era affrescata da Giuseppe Lecco, allievo del sopra citato Giuseppe Antonio Castelli, e Giovanni Battista Sassi.